# 35 Korpus Armijny (Imperium Rosyjskie)
35 Korpus Armijny (ros. 35-й армейский корпус) – jeden ze związków operacyjno–taktycznych  Imperium Rosyjskiego w czasie I wojny światowej. Sformowany w kwietniu 1915. Rozformowany na początku 1918.

## Struktura organizacyjna (1914)
- 55 Dywizja Piechoty
- 67 Dywizja Piechoty
- 12 Kaliski pułk konny
- 35 korpuśny dywizjon  moździerzy
- 29 batalion saperów

## Podporządkowanie
- 2 Armii (08.06 – 1.09.1915)
- 4 Armii (18.10.1915 – 1.05.1916)
- 2 Armii (13.02 – 1.05.1916)
- 4 Armii (21.05 – 1.11.1916)
- 2 Armii (27.11 – 1.01.1917)
- 10 Armii (16.01 – 1.04.1917)
- 3 Armii (18.11 – grudzień 1917)

## Dowódcy Korpusu
- gen. lejtnant N. P. Reszikow (kwiecień 1915 – maj 1916)
- gen. lejtnant P. A. Parczewskij (maj 1916 – kwiecień 1917)
- gen. lejtnant G. M. Wannowskij (kwiecień – lipiec 1917)
- gen. lejtnant M. M. Stawrow (od lipca 1917)